# Otto Jespersen
Jens Otto Harry Jespersen (16 juli 1860 – 30 april 1943) was een Deense taalkundige. In het begin van zijn academische carrière stond hij voornamelijk bekend als foneticus. Ook is hij bekend geworden met zijn werken over de Engelse grammatica. Jespersen leverde daarnaast een belangrijke bijdrage aan de ontwikkeling van kunsttalen: hij was betrokken bij het project Ido en ontwikkelde later zijn eigen internationale hulptaal, Novial.

## Levensloop
Otto Jespersen werd geboren op 16 juli 1860 in Randers, in de Deense regio Jutland. Zijn vader was rechter; zijn moeder was de dochter van een geestelijke die onder meer Hans Christian Andersen Latijn had onderwezen en een Deense grammatica had geschreven. Na het overlijden van zijn vader in 1870 verhuisde het gezin naar Hillerød (Hovedstaden). Drie jaar later overleed ook zijn moeder. Jespersen was toen dertien jaar oud. Hij verbleef vervolgens bij een oom met een grote belangstelling voor Romaanse literatuur, van wiens uitgebreide boekencollectie Jespersen gretig gebruik maakte.
Jespersen volgde secundair onderwijs in Frederiksborg, waar hij een klassieke talenopleiding genoot met een sterke focus op Latijn en Grieks. In zijn vrije tijd verdiepte hij zich in moderne talen als IJslands, Italiaans en Spaans, geïnspireerd door werk van de Deense taalkundige Rasmus Rask.
In september 1877 begon Jespersen, toen zeventien jaar oud, aan een rechtenstudie aan de Universiteit van Kopenhagen, in de voetsporen van zijn vader, grootvader en overgrootvader. Na vier jaar brak hij deze opleiding af om zich te richten op zijn passie: taal- en letterkunde. Om zijn studies te financieren, werkte hij als stenograaf in het Deense parlement. Hij raakte vertrouwd met het werk van prominente Deense taalkundigen zoals Vilhelm Thomsen, Karl Verner en Herman Möller. Aanvankelijk specialiseerde hij zich in de Romaanse talen, mede uit bewondering voor de idealen van de Franse Revolutie en de Verlichting. Engels en Latijn studeerde hij als bijvakken. Hij slaagde in 1887 voor het examen Frans, waarvoor hij als onderwerp Diderot had gekozen.
In het academiejaar 1887-1888 verbleef Jespersen in het buitenland, onder meer in Engeland, Duitsland en Frankrijk. Tijdens deze reizen kwam hij in contact met invloedrijke fonetici als Paul Passy en Henry Sweet. Op 12 mei 1891 verdedigde hij zijn doctoraatsverhandeling over het Engelse naamvallensysteem Studier over engelske kasus, med en indledning om fremskridt i sproget (Nederlands: Studie over Engelse naamvallen, met een inleiding over taalevolutie). Na zijn promotie gaf hij enkele jaren les als privaatdocent in Oudengels en in het werk van Geoffrey Chaucer. Op aanbeveling van Vilhelm Thomsen bereidde hij zich voor op de leerstoel Engelse taal- en letterkunde aan de Universiteit van Kopenhagen, die in 1893 vrijkwam na het emeritaat van George Stephens. Jespersen werd op 1 mei 1893 benoemd tot hoogleraar Engelse taal- en letterkunde aan deze universiteit.
Als hoogleraar introduceerde hij vernieuwende onderwijsmethoden, met nadruk op fonetiek, vergelijkende taalkunde en historische grammatica. Jespersen was decaan van de faculteit Letteren van de Universiteit van Kopenhagen van november 1904 tot november 1906. In het academiejaar 1920-1921 was hij rector van dezelfde universiteit. Jespersen bleef actief als hoogleraar tot aan zijn emeritaat in 1925, toen hij plaats wilde maken voor de nieuwe generatie.
Op 13 april 1897 trad Jespersen in het huwelijk met Ane Marie Djorup. Het echtpaar woonde aanvankelijk in Kopenhagen en verhuisde in 1901 naar Jægersborg. In 1934 vestigden zij zich in Lundehave, in een woning die Jespersen had gekregen van een mecenas verbonden aan de Royal Danish Academy of Sciences and Letters.
Hij overleed op 30 april 1943 na enkele maanden van ziekte. Hij werd 82 jaar oud.

## Ideeën en theorieën uit zijn werken

### Fonetiek
Aan het begin van zijn academische carrière richtte Jespersen zich op de fonetiek. Zijn belangstelling voor dit vakgebied werd aangewakkerd door Henry Sweets Handbook of Phonetics (1877) en de colleges van Vilhelm Thomsen. Daarnaast kwam hij tijdens zijn reizen in contact met de jonge Franse foneticus Paul Passy.
Passy was een van de oprichters van de International Phonetic Association (IPA), een organisatie die het internationaal gebruikte fonetisch alfabet ontwikkelde (eveneens afgekort als IPA). Jespersen trad toe tot deze associatie in juni 1886, maar bleef kritisch tegenover het idee van één universeel transcriptiesysteem. In de praktijk gebruikte hij het IPA-systeem dan ook niet. Jespersen ontwikkelde wel een eigen fonetisch transcriptiesysteem voor het Deens, genaamd Dania – vernoemd naar het tijdschrift waarin het in 1890 voor het eerst werd gepubliceerd. Dit systeem kende een brede verspreiding binnen de Deense dialectologie en wordt daar tot op heden gebruikt.
Tussen 1897 en 1899 publiceerde Jespersen zijn omvangrijke standaardwerk over beschrijvende fonetiek: Fonetik, En systematisk fremstilling af læren om sproglyd (Nederlands: Fonetiek, een systematische benadering van de studie van taalklanken) . Dit werk verscheen in het Deens en werd later gedeeltelijk vertaald naar het Duits als Phonetische Grundfragen (1904) en Lehrbuch der Phonetik (1904). Het materiaal waarover hij schreef was relatief beperkt, aangezien Jespersen zich principieel niet uitsprak over klanken die hij niet zelf kon imiteren op (bijna) moedertaalniveau. Daardoor bleef de focus grotendeels beperkt tot Europese talen. Deze strikte methode leidde echter ook tot een grote nauwkeurigheid en gedetailleerde observaties.
In zijn boek Modersmålets fonetik (1906, Nederlands: Fonetiek van de moedertaal) wijdde Jespersen zich aan de klankstructuur van het Deens. Vooral zijn analyse van de beklemtoning is opmerkelijk: hij wist reeds syntactisch-semantische en pragmatische voorwaarden voor specifieke accentpatronen te benoemen.
Geïnspireerd door Melville Bells Visible Speech ontwikkelde Jespersen in 1889 een zogenaamd analfabetisch systeem om op een exacte en gedetailleerde wijze de positie van de spraakorganen weer te geven, later omgedoopt tot antalfabetisch systeem om spot te vermijden. In The Articulations of Speech Sounds represented by Means of Analphabetic Symbols (1889) beschreef hij op precieze wijze de articulatie van klanken via drie afzonderlijke elementen: de actieve articulator (Griekse letters), de passieve articulator (Latijnse letters) en de aard van de articulatie (cijfers en symbolen). Het systeem wordt vandaag niet meer gebruikt.
Binnen de Engelse historische fonetiek wordt Jespersen vaak genoemd in verband met zijn analyse van de Great Vowel Shift. Jespersen introduceerde de benaming voor deze grootschalige klankverschuiving in de Engelse klinkers in het eerste deel van zijn werk A Modern English Grammar on Historical Principles (1909), dat handelt over klanken en spelling.

### Grammatica
Otto Jespersen legde zich gedurende een groot deel van zijn academische carrière toe op de studie van de Engelse grammatica. Zijn magnum opus is het zevendelige werk A Modern English Grammar on Historical Principles, waarvan het eerste deel in 1909 werd gepubliceerd. Dit eerste volume behandelt de historische fonetiek van het Engels. De daaropvolgende vier delen zijn gewijd aan de syntaxis, gevolgd door een zesde deel over morfologie. Het zevende en laatste deel, dat eveneens over syntaxis gaat, werd postuum gepubliceerd door Niels Haislund. Essentials of English Grammar (1933) is een beknopte versie van dit uitgebreide werk en was bedoeld om praktisch te gebruiken in het universitair onderwijs. Een ander werk over de Engelse taal is Growth and Structure of the English Language (1905) dat een overzicht biedt van de geschiedenis van de Engelse taal vanaf de oorsprong tot de moderne tijd.
Naast zijn werk over de Engelse grammatica hield Jespersen zich ook bezig met algemene grammaticale theorie. In Philosophy of Grammar (1924) en Analytic Syntax (1937) ontwikkelde hij een aantal concepten die een vroege bijdrage leverden aan het denken over universele grammatica. Zo stelde hij in The Philosophy of Grammar Jespersen dat er fundamentele grammaticale principes bestaan die ten grondslag liggen aan alle talen. Hierbij bleef hij het belang van empirisch onderzoek naar afzonderlijke talen benadrukken. De talen waarop hij zich baseerde, waren voornamelijk Indo-Europese talen, waaronder Deens, Engels, Duits, Nederlands, Latijn, Frans, Spaans, Italiaans en Grieks, alsook oudere Germaanse talen zoals Oudengels, Oudnoors, IJslands en Gotisch. Daarnaast maakte hij incidenteel gebruik van voorbeelden uit het Russisch, Sanskriet en de niet-Indo-Europese talen Hongaars, Fins,  Chinees en Groenlands.
Jespersens syntactische theorie was gebaseerd op drie centrale concepten: rank, junction en nexus. Deze theorieën introduceerde hij voor het eerst in het Deense Sprogets Logik (Nederlands: De logica van taal; 1913) en later ook in Philosophy of Grammar (1924), System of Grammar (1933) en Analytic Syntax (1937). Met het concept 'rank' classificeerde hij woorden op basis van hun functionele positie binnen zinnen, in de plaats van de traditionele opdeling in woordsoorten te gebruiken. In deze benadering onderscheidde hij drie niveaus: primaire elementen (hoofdelementen), secundaire elementen (die afhankelijk zijn van primaire) en tertiaire elementen (die op hun beurt van secundaire afhankelijk zijn). Zo is in de woordgroep uiterst koud weer het woord weer primair, koud secundair en uiterst tertiair. Jespersen breidde dit model ook uit naar zinsstructuren, waardoor hij een hiërarchisch syntactisch raamwerk creëerde. Dit systeem was echter vooral toepasbaar op Indo-Europese talen en moeilijker toepasbaar op talen met een sterk polysynthetische structuur.
De begrippen 'junction' en 'nexus' vormden de kern van Jespersens analyse van syntactische relaties. Junction verwijst naar de samenvoeging van woorden binnen een grammaticale categorie, waarbij met het toevoegen van een secundair element aan een primair element de categorie van dat primaire element behouden blijft, bijvoorbeeld in de woordgroep een gekke persoon, waarbij gekke een bijvoeglijk naamwoord is dat het zelfstandig naamwoord persoon nader bepaalt. Deze bepaling kan zowel restrictief als niet-restrictief zijn. Een restrictieve bepaling maakt het mogelijk om wat hij beschrijft te onderscheiden van andere zaken met dezelfde naam (bijvoorbeeld: een rode neus); terwijl een niet-restrictieve bepaling eerder extra, vaak emotioneel geladen informatie toevoegt (bijvoorbeeld: prachtige Evelyn Hope).
Nexus vormt daarentegen een nieuwe structuur die zowel semantisch als syntactisch verschilt van de componenten waaruit het is opgebouwd. In een nexus wordt iets nieuws toegevoegd aan het concept dat uitgedrukt wordt door een primair element. In de zin De blauwe jurk is de oudste vormt blauwe een junction en oudste een nexus. Deze termen bleken echter theoretisch moeilijk te onderscheiden, waardoor deze theorie weinig navolging heeft gekend.
In Analytic Syntax (1937) stelde Jespersen een systeem van symbolische notatie voor om syntactische relaties weer te geven dat is geïnspireerd op de symboliek in de wiskunde en scheikunde. Zijn doel was een meer uniforme manier van grammaticale analyse te bieden, waarbij hij zich bewust was van het feit dat taal een sociaal construct is dat nooit hetzelfde niveau van universaliteit kan bereiken als wiskunde of scheikunde. Dit systeem maakte gebruik van hoofdletters en kleine letters om de structuur van zinnen weer te geven. In tegenstelling tot latere generatieve systemen maakte Jespersens notatie geen gebruik van expliciete woordsoortmarkeringen zoals NP (noun phrase) of VP (verb phrase). Ook grammaticale categorieën zoals getal, persoon, tijd en geslacht werden niet weergegeven.
Een bekend concept dat met Jespersens naam wordt geassocieerd is Jespersen’s Cycle. In dit model beschreef hij het cyclische patroon van de evolutie van negatie in natuurlijke talen: van enkelvoudige negatieve partikels, via dubbele negaties, tot enkelvoudige postverbale vormen. Hij introduceerde dit idee in zijn werk Negation in English and Other Languages (1917). De Zweedse linguïst Östen Dahl populariseerde later de term Jespersen’s Cycle binnen de typologische literatuur, onder meer in Typology of Sentence Negation (1979). Hierbij is belangrijk op te merken dat Jespersen niet de eerste was die dit fenomeen opmerkte en dat de inhoudelijke betekenis van de term ondertussen uitgebreid is ten opzichte van wat Jespersen heeft beschreven.

### Taalverandering
Otto Jespersen heeft het fenomeen taalverandering intensief bestudeerd. Al in zijn proefschrift Studier over engelske Kasus, med en Indledning: Fremskridt i Sproget (1891) ging hij uit van het idee dat taalontwikkeling in essentie vooruitgang betekent. Dit uitgangspunt werd verder uitgewerkt in zijn invloedrijke werk Progress in Language, with Special Reference to English (1894), een Engelse vertaling en gedeeltelijke bewerking van zijn dissertatie. In dit werk, bestaande uit negen hoofdstukken, formuleerde Jesperesen zijn visie over taalverandering. Ook in latere publicaties zoals Growth and Structure of the English Language (1905), Language: Its Nature, Development and Origin (1922) en Efficiency in Linguistic Change (1941) keerde dit thema terug.
Jespersens opvatting over taalverandering contrasteerde sterk met die van de 19e-eeuwse romantische taalkunde, vertegenwoordigd door figuren zoals August Schleicher. Waar deze stroming taalverandering vooral als verval beschouwde, zag Jespersen juist een proces van verbetering. In het inleidende hoofdstuk van Progress in Language merkte hij op dat zijn visie "het rechtstreekse tegengestelde is van wat een oudere generatie als besluit zou hebben geformuleerd". Waar Schleicher taal als een natuurlijk organisme zag, stelde Jespersen dan weer dat taalontwikkeling beïnvloed wordt door culturele en politieke geschiedenis. Jespersen was ervan overtuigd dat taalverandering doorgaans leidt tot grotere efficiëntie, helderheid en gebruiksgemak. Volgens hem is taal in de eerste plaats een sociaal instrument voor communicatie en moet het daarom zo eenvoudig en doelmatig mogelijk functioneren. Een taal streeft er volgens hem namelijk naar om veel te bereiken met weinig middelen, om in staat te zijn de grootste hoeveelheid betekenis uit te drukken met het eenvoudigste mechanisme.
Een centraal idee in Jespersens theorie is dat talen evolueren in de richting van meer economische en regelmatige structuren. In Progress in Language vergeleek hij het moderne Engels met oudere stadia van de taal en concludeerde hij dat de moderne vormen, door hun kortheid en regelmaat, communicatief superieur zijn. Grammaticale vereenvoudigingen zoals het verlies van naamvallen (deflexie) en de ontwikkeling van een vaste woordvolgorde beschouwde hij als tekenen van vooruitgang. Hij betoogde dat analytische talen, die grammaticale relaties vooral via woordvolgorde en hulpwoorden uitdrukken, minder beperkingen kennen dan synthetische talen, waarin morfologische structuren een grotere rol spelen. Als voorbeeld gebruikte hij de Engelse werkwoordsvorm had en contrasteerde het met het Gotische habaidêdeima en 14 andere Gotische vormen die dezelfde betekenis kunnen uitdrukken. Ook redundantie, waarbij eenzelfde concept op verschillende wijzen in taal wordt uitgedrukt, was volgens Jespersen niet efficiënt en zou geleidelijk verdwijnen door taalevolutie. Daarnaast stelde hij vast dat hoe verder teruggegaan wordt in de tijd, hoe meer onregelmatigheden er in een taal op te merken zijn. Dit stuitte echter op kritiek, aangezien hij op deze manier eigenlijk een ideale taal propageerde en het linguïstische feit negeerde dat er onregelmatigheden zijn in iedere geattesteerde natuurlijke taal.
Jespersen vatte deze algemene taalontwikkeling samen als een beweging "towards greater and greater clearness, regularity, ease and pliancy". Hierbij stelde hij duidelijk dat geen enkele taal in de wereld perfectie reeds heeft bereikt, maar dat deze talen wel steeds verder streven naar perfectie. Deze kijk op taalverandering werd beïnvloed door het evolutionaire gedachtegoed van denkers als Charles Darwin en Herbert Spencer. Net als de biologische evolutie zag hij in taal een proces van aanpassing aan de omgeving, waarbij de meest efficiënte vormen overleven. Zijn theorie was in dit opzicht te beschouwen als een taalkundige toepassing van het darwinistische principe survival of the fittest. Dit in de overtuiging dat een taal steeds evolueert naar haar meest efficiënte vorm. Jespersens idee was helemaal niet nieuw, hij citeerde onder andere Grimms essay over de oorsprong van taal (1851).

### Taalonderwijs
Otto Jespersen leverde een belangrijke bijdrage aan de hervorming van het onderwijs in moderne vreemde talen in Denemarken. In 1895-1896 publiceerde hij een reeks schoolboeken voor beginnende leerders van het Engels, die decennialang gebruikt werden in het Deense onderwijs. Deze handboeken waren vernieuwend doordat ze nadrukkelijk aandacht besteedden aan uitspraak, onder meer via fonetische transcriptie. Jespersen verzette zich hiermee tegen de klassieke benadering waarbij moderne talen op dezelfde manier onderwezen werden als Latijn en Grieks, met nadruk op grammatica en vertaling.
In plaats daarvan vertrok Jespersen vanuit de communicatieve functie van taal. Hij pleitte voor een didactiek waarin taal wordt aangeleerd op een betekenisvolle en authentieke wijze, gericht op praktische toepassing in het dagelijks leven. Binnen Scandinavië werd hij een centrale figuur binnen de hervormingsbeweging rond het moderne talenonderwijs.
In 1886 richtte Jespersen samen met enkele meer de Zweedse J.A. Lundell en de Noorse August Western een Scandinavische vereniging op ter hervorming van het taalonderwijs. Deze organisatie kreeg de naam Quousque tandem, een verwijzing naar de slogan van Viëtors pamflet Der Sprachunterricht muss umkehren (Nederlands: Het taalonderwijs moet veranderen). De beweging pleitte voor een onderwijsmodel waarin communicatieve en mondelinge vaardigheden centraal stonden, in plaats van louter grammaticale kennis.
Deze ideeën werkte Jespersen verder uit in zijn boek Sprogundervisning (1901), dat in het Engels verscheen als How to Teach a Foreign Language (1904). Hierin stelde hij dat het onderwijs in een vreemde taal idealiter begint bij de gesproken taal. Volgens Jespersen moesten leerders vanaf het begin in staat worden gesteld om zich te redden in alledaagse situaties. Hij pleitte ervoor om aanvankelijk gebruik te maken van fonetische transcriptie in plaats van standaardspelling, om uitspraakproblemen te vermijden. Het aangeboden taalmateriaal diende betekenisvol en contextrijk te zijn en de aangeleerde woordenschat moest geselecteerd worden op basis van frequentie en relevantie voor de leerling. Grammatica moest volgens hem niet geïsoleerd worden onderwezen, maar via inductieve methoden waarbij studenten zelf de regels moeten afleiden op basis van gebruik in context.
Ook binnen het universitaire taalonderwijs bracht Jespersen hervormingen aan. Tijdens zijn eigen studie was het vak Latijn verplicht voor alle studenten talen. Jespersen vond dit overbodig, aangezien leerlingen in het middelbaar onderwijs reeds hun basis Latijn hadden verworven. Hij pleitte al tijdens zijn studententijd voor de afschaffing van deze verplichting. Uiteindelijk voerde hij deze hervorming als professor zelf door in 1901, waardoor het niet langer een verplicht onderdeel was.

### Internationale hulptalen
Het concept van een internationale hulptaal bood Otto Jespersen de mogelijkheid om zijn taalkundige theorieën over taalverandering, taalonderwijs en communicatie samen te brengen in een praktisch project. In zijn boek An International Language (1928) beschreef hij hoe hij in 1887 overtuigd raakte van het potentieel van kunsttalen, nadat hij tijdens een conferentie van de Philological Society in Londen een Engelsman en een Duitser Volapük tegen elkaar hoorde spreken. Jespersen verkoos de term internationale hulptaal boven kunsttaal of artificiële taal, omdat volgens hem alle natuurlijke talen artificiële elementen bevatten en alle kunsttalen natuurlijke kenmerken hebben. Hij maakte dus het onderscheid tussen nationale talen en internationale hulptalen. Een internationale hulptaal moest, in zijn visie, niet de nationale talen vervangen, maar fungeren als een neutraal communicatiemiddel wanneer nationale talen tekortschieten.
Daarmee distantieerde Jesersen zich onder meer van het Volapük van Johann Martin Schleyer, die het motto "Menade bal, püki bal" ("Eén mensheid, één taal") hanteerde. Jespersen volgde eerder de opvatting van Léon Bollack die stelde dat een internationale hulptaal een tweede taal moest zijn voor alle wereldburgers, naast hun moedertaal.
Hoewel Jespersen bekendstond als pleitbezorger van het Engels en specialist in vreemde talenonderwijs, wees hij het idee af om Engels als internationale taal in te voeren. Hij haalde daarvoor twee hoofdredenen aan: ten eerste zou de keuze voor een bestaande nationale taal internationale jaloezie opwekken; ten tweede zouden natuurlijke talen altijd complexer blijven dan een doelgerichte, vereenvoudigde hulptaal. Eenzelfde kritiek uitte hij ten aanzien van het Latijn, dat volgens hem niet langer geschikt was als internationale hulptaal door de beperkte mogelijkheden tot uitdrukken van progressieve veranderingen in de wetenschap en door de grammaticale complexiteit.
In 1901 werd Jespersen ondervoorzitter van de Delegatie voor de Goedkeuring van een Internationale Hulptaal (Délégation pour l’adoption d’une langue auxiliaire internationale), een internationale werkgroep opgericht door de Franse filosoof Louis Couturat. De voorzitter was de Duitse scheikundige Wilhelm Ostwald, die later de Nobelprijs voor Scheikunde zou ontvangen. Het doel van de delegatie was het selecteren van een geschikte internationale hulptaal. De voornaamste kandidaten waren Esperanto en Idiom Neutral. Jespersen sprak aanvankelijk zijn voorkeur uit voor Idiom Neutral. In 1907 koos de delegatie voor een gemodificeerde versie van Esperanto. Deze aangepaste vorm kreeg de naam Ido. Jespersen was nauw betrokken bij de ontwikkeling van deze aangepaste internationale hulptaal en leverde belangrijke taalkundige input. Ludwik Zamenhof, de schepper van Esperanto, verzette zich echter tegen de wijzigingen.
In de jaren 1920 ontwikkelde Jespersen zijn eigen internationale hulptaal: Novial, een acroniem van nov (nieuw) en I.A.L. (International Auxiliary Language). In tegenstelling Zamenhof, die van opleiding oogarts was, kon Jespersen zijn taalkundige expertise inzetten om een taal te ontwerpen die volgens hem consistenter, eenvoudiger en efficiënter was dan bestaande projecten. Hij lichtte zijn ontwerpprincipes toe in An International Language (1928). Net als zijn voorgangers bleef ook Novial sterk eurocentrisch, zowel in in woordenschat als in grammaticale structuur. Dit motiveerde Jespersen vanuit de overtuiging dat een internationale hulptaal voornamelijk gemakkelijk moest zijn voor een zo groot mogelijke groep potentiële gebruikers.
Hoewel Novial vandaag de dag nauwelijks nog wordt gesproken, wordt het niet beschouwd als een mislukking. De taal geldt als een concrete toepassing van Jespersens ideeën over taalstructuur, taalevolutie en functionaliteit. Jespersens creatie Novial is echter niet meer dan een voetnoot in de geschiedenis van internationale kunsttalen.

### Taalverwerving bij kinderen
Otto Jespersen beschreef de taalverwerving bij kinderen vanuit een taalkundig perspectief. Hij wijdde meerdere Deense publicaties aan dit onderwerp: Nutidssprog hos børn og voxne (Nederlands: Moderne taal bij kinderen en volwassenen; 1916), Børnesprog (Nederlands: Kindertaal; 1923), Sproget: barnet, kvinden, slægten (Nederlands: Taal: het kind, de vrouw, het gezin; 1941). Veel van deze inzichten zijn samengevat in zijn Engelstalige werk Language: Its Nature, Development, and Origin (1922).
Jespersen onderscheidde in de taalontwikkeling van het kind drie fasen: de schreeuwfase, de brabbelfase en de spreekfase. De spreekfase deelde hij verder op in een periode van 'eigen taal' en een periode van 'gemeenschappelijke taal', waarbij het kind zich steeds meer aanpast aan de sociale taalnormen.
Volgens Jespersen was de schreeuw van een kind aanvankelijk slechts een reflexmatige reactie, zonder intentie tot communicatie. Zodra het kind echter merkt dat op zijn schreeuw wordt gereageerd, ontwikkelt deze zich tot een bewuste vorm van communicatie. Brabbelen zag Jespersen als een oefening op het produceren van klanken. Jespersen stelde vast dat de eerste klanken die kinderen leren uitspreken vaak de labiale klanken p, b en m zijn. Dit verklaarde hij als volgt: kinderen observeren de lipbewegingen van de moeder en trainen de lippen tijdens het zuigen aan borst of fles.
Opmerkelijk vond hij dat kinderen tijdens de brabbelfase soms klanken produceren die ze in de latere spreekfase niet meer lijken te beheersen. Jespersen verklaarde dit verschil uit het contrast tussen moeiteloze inspanning van het brabbelen en de doelgerichte articulatie bij het praten. In deze spreekfase ontdekt het kind dat de geluiden die anderen maken betekenis dragen.
Jespersen verwierp het idee dat taal louter door imitatie wordt verworven. Hij stelde dat zowel volwassenen als kinderen in staat zijn om nieuwe, nooit eerder gehoorde taaluitingen te vormen. Hij keerde zich bovendien tegen enkele dominante theorieën over taalverwerving. Zo verwierp hij de later door Chomsky verdedigde opvatting van een aangeboren grammatica, evenals de door Ferdinand de Saussure geïntroduceerde opdeling tussen langue en parole. In zijn artikel Compte rendu du Cours de F. de Saussure (1916), opgenomen in Linguistica: Selected papers in English, French and German (1933), leverde hij hierop scherpe kritiek.
Volgens Jespersen is rijk taalaanbod essentieel voor taalverwerving. Hij pleitte ervoor dat volwassenen tegen kinderen spreken in volledige en correcte taalvormen en geen kindertaaltje zouden spreken. Kinderen dienen ook zelf hun fouten te leren herkennen en verbeteren, zonder al te veel expliciete verbetering van volwassenen. Voorlezen speelde bovendien volgens Jespersen een belangrijke rol in het ontwikkelen van taalgevoel.

## Enkele werken
Deze lijst is niet exhaustief.
- 1889: The Articulations of Speech Sounds represented by Means of Analphabetic Symbols
- 1891: Studier over engelske kasus, med en indledning om fremskridt i sproget
- 1894: Progress in Language, with special reference to English
- 1897-1899: Fonetik, En systematisk fremstilling af lœren om sproglyd
- 1901: Sprogundervisning
- 1904: How to Teach a Foreign Language
- 1904: Phonetische Grundfragen
- 1904: Lehrbuch der Phonetik
- 1905: Growth and Structure of the English Language
- 1906: Modersmålets fonetik
- 1909-1949: A Modern English Grammar on Historical Principles
- 1913: Sprogets Logik
- 1916: Nutidssprog hos børn og voxne
- 1917: Negation in English and Other Languages
- 1922: Language: Its Nature, Development and Origin
- 1923: Børnesprog
- 1924: Philosophy of Grammar
- 1928: An International Language
- 1933: System of Grammar
- 1933: Essentials of English Grammar
- 1933: Linguistica: Selected papers in English, French and German
- 1937: Analytic Syntax
- 1941: Sproget: barnet, kvinden, slægten

## Referentielijst
1. ↑  Haislund (1943)
2. ↑  Jespersen (1933b), p. 2
3. ↑  Haislund (1943)
4. ↑  Jespersen (1933b), p. 2
5. ↑  Hjelmslev (1943), p. 120
6. ↑  Hjelmslev (1943), pp. 122-123
7. ↑  Jespersen (1933b), p. 11
8. ↑  Nielsen (1989b), p. 20
9. ↑  Hjelmslev (1943), p. 119
10. ↑  Rischel (1989), pp. 46-47
11. ↑  MacMahon (1986), pp. 30-38
12. ↑  International Phonetic Association (1949), p. 300
13. ↑  Hjelmslev (1943), p. 125
14. ↑  Rischel (1989), p. 47
15. ↑  Rischel (1989), p. 51
16. ↑  Jespersen (1889), p. 3
17. ↑  Francis (1989), pp. 93-97
18. ↑  Van Erum (2005), p. 12
19. ↑  Francis (1989), p. 79
20. ↑  Francis (1989), pp. 80-81
21. ↑  Van Erum (2005), p. 10
22. ↑  Francis (1989), pp. 81-84
23. ↑  Jespersen (1933a), pp. 91-95
24. ↑  Jespersen (1933a), pp. 95-96
25. ↑  Van Erum (2005), p. 11
26. ↑  Jespersen (1937), pp. 3-5
27. ↑  Francis (1989), pp. 88-92
28. ↑  van der Auwera & Krasnoukhova (2020), p. 94
29. ↑  Van der Horst (2008), pp. 153-156
30. ↑  Van Erum (2005), p. 9
31. ↑  Jespersen (1894), p. 3
32. ↑  Nielsen (1989a), p. 61
33. ↑  Haislund (1943)
34. ↑  Jespersen (1894), p. 13
35. ↑  Nielsen (1989a), p. 73
36. ↑  Jespersen (1894), p. 365
37. ↑  Nielsen (1989a), p. 68
38. ↑  Jespersen (1894), pp. 14-15
39. ↑  Haislund (1943)
40. ↑  Sørensen (1989), pp. 35-38
41. ↑  Nielsen (1989a), p. 70
42. ↑  Jespersen (1928), p. 24
43. ↑  Jespersen (1933c), p. 434
44. ↑  Jespersen (1928), pp. 11-12
45. ↑  Jespersen (1928), p. 12
46. ↑  Jespersen (1928), p. 18
47. ↑  Jespersen (1928), pp. 19-20
48. ↑  Jespersen (1928), pp. 40-41
49. ↑  Larsen (1989), p. 102
50. ↑  Larsen (1989), p. 108
51. ↑  Larsen (1989), pp. 115-116
52. ↑  Larsen (1989), p. 102
53. ↑  Jespersen (1922), p. 103
54. ↑  Jespersen (1922), pp. 104-105
55. ↑  Jespersen (1922), p. 105-106
56. ↑  Vejleskov (1989), p. 126
57. ↑  Vejleskov (1989), pp. 140-141

## Geciteerde werken
1. Basbøll, H. (2021). Otto Jespersen: A great phonetician and linguist in his Danish context. In C. Qu (ed.), Otto Jespersen on Phonetics (pp. 436-470). Beijing: The Commercial Press
2. Haislund, N. (1943). Otto Jespersen. In Englische Studien 75, pp. 273-283.
3. Hjelmslev, L. (1943). Nécrologie Otto Jespersen. In Acta Linguistica, pp. 119-130.
4. International Phonetic Association (1949). The Principles of the International Phonetic Association. In Journal of the International Phonetic Association 40 (3), pp. 299-358.
5. Jespersen, O. (1889). The Articulations of Speech Sounds represented by Means of an Alphabetic Symbols. Marburg: N.G. Elwert.
6. Jespersen, O. (1894). Progress in Language, with special reference to English. Londen: Swan Sonnenschein & co.
7. Jespersen, O. (1922). Language: Its Nature, Development and Origin. Londen: George Allen & Unwin LTD.
8. Jespersen, O. (1928) An International Language. Londen: George Allen & Unwin LTD.
9. Jespersen, O. (1933a). Essentials of English Grammar. Londen: George Allen & Unwin LTD.
10. Jespersen, O. (1933). Linguistica: Selected papers in English, French and German. Copenhagen: Levin & Munkgaard.
  - Jespersen, O. (1933b). Farewell Lecture (1925). In Linguistica: Selected papers in English, French and German. (pp. 1-11). Copenhagen: Levin & Munkgaard.
  - Jespersen, O. (1933c). Nature and Art in Language (1929). In Linguistica: Selected papers in English, French and German. (pp. 434-453). Copenhagen: Levin & Munkgaard.
11. Jespersen, O. (1937). Analytic Syntax. Londen: George Allen & Unwin LTD.
12. Juul, A. & Nielsen, H.F. (eds.) (1989). Otto Jespersen: Facets of his Life and Work. Amsterdam/Philadelphia: John Benjamins Publishing Company.
  - Christophersen, Paul (1989). "Otto Jespersen". In Juul & Nielsen, p. 1-11.
  - Francis, W.N. (1989). "Otto Jespersen as grammarian". In A. Juul & H.F. Nielsen (eds.), Otto Jespersen: Facets of his Life and Work (pp. 79-99). Amsterdam/Philadelphia: John Benjamins Publishing Company.
  - Larsen, F. (1989). "Jespersen's new international auxiliary language". In A. Juul & H.F. Nielsen (eds.), Otto Jespersen: Facets of his Life and Work (pp. 101-122). Amsterdam/Philadelphia: John Benjamins Publishing Company.
  - Nielsen, H.F.(1989a). "On Otto Jespersen's view of language evolution". In A. Juul & H.F. Nielsen (eds.), Otto Jespersen: Facets of his Life and Work (pp. 61-78). Amsterdam/Philadelphia: John Benjamins Publishing Company.
  - Nielsen, J.E. (1989b). "Otto Jespersen and Copenhagen University". In A. Juul & H.F. Nielsen (eds.), Otto Jespersen: Facets of his Life and Work (pp. 13-28). Amsterdam/Philadelphia: John Benjamins Publishing Company.
  - Rischel, J. (1989). "Otto Jespersen's contribution to Danish and general phonetics". In Juul & Nielsen, p. 43-60.
  - Sørensen, K. (1989). "The teaching of English in Denmark and Otto Jespersen". In A. Juul & H.F. Nielsen (eds.), Otto Jespersen: Facets of his Life and Work (pp. 29-41). Amsterdam/Philadelphia: John Benjamins Publishing Company.
  - Vejleskov, H. (1989). "Otto Jespersen's thinking about child language". In A. Juul & H.F. Nielsen (eds.), Otto Jespersen: Facets of his Life and Work (pp. 123-149). Amsterdam/Philadelphia: John Benjamins Publishing Company.
13. Kabell, I. (2000). Jespersen and Franke: An academic friendship by correspondence. In Henry Sweet Society for the History of Linguistic Ideas Bulletin 35 (1), pp. 27-37.
14. Krug, M. (2017). Chapter 14: The Great Vowel Shift. In A. Bergs & L.J. Brinton (eds.), The History of English. Volume 4: Early Modern English (pp. 241-266). Berlin, Boston: De Gruyter Mouton.
15. MacMahon, M.K.C. (1986). The International Phonetic Association: The first 100 years. In Journal of the International Phonetic Association 16 (1), pp. 30-38.
16. van der Auwera, J. & Krasnoukhova, O. (2020). The typology of negation. In V. Déprez & M.T. Espinal (eds.), The Oxford Handbook of Negation (pp. 91-116). Oxford: Oxford University Press.
17. Van der Horst, J. (2008). Het einde van de standaardtaal. Amsterdam: JM Meulenhoff.
18. Van Erum, S. (2005). Vooruitgang in taal: Onderzoek naar de opvattingen van Otto Jespersen (1860-1943) over taalverandering. KU Leuven: Faculteit Letteren [Masterproef].